# Trovadores Urbanos
Trovadores Urbanos são um grupo musical brasileiro que iniciou sua carreira em 1990, em São Paulo, oferecendo o serviço de serenatas em domicílio na capital paulista.
Esse trabalho, inicialmente despretensioso, passou a ser conhecido na cidade[carece de fontes?], principalmente após uma entrevista do grupo para o programa do Jô Soares[carece de fontes?], e uma matéria na revista "Veja".
Várias personalidades foram homenageadas com as serenatas dos Trovadores, como Caetano Veloso, Sílvio Caldas, Alaíde Costa, Xuxa, Hebe Camargo, Antonio Fagundes, Eva Wilma, Adriane Galisteu, Mário Covas, Luiza Erundina, Raí, Hortência Marcari, dentre outras.

## Integrantes
- Eduardo Santhana - cantor e compositor
- Juca Novaes - cantor e compositor
- Maida Novaes - cantora e pianista
- Valéria Caram - cantora e pianista

## Discografia
O quarteto tem seis CDs lançados e um DVD: 
- “Trovadores Urbanos” (1994) - Primeiro disco dos Trovadores Urbanos.O trabalho incluiu canções como "Eu sei que vou te amar" e "Eu não existo sem você" (ambas de Tom Jobim e Vinicius de Moraes), "Minha namorada" (Carlos Lyra e Vinicius de Moraes), "Modinha" (Sérgio Bittencourt) e "Carinhoso" (Pixinguinha e João de Barro)

- “Serenata” (1996)- O CD contou com a participação especial de Sílvio Caldas, último registro fonográfico do compositor, cantando "Beco sem saída", de sua autoria. No repertório, canções românticas como "Boa noite, amor" (José Maria de Abreu), "Por causa de você" (Tom Jobim e Dolores Duran), "Dindi" (Tom Jobim e Aloysio de Oliveira); "Preciso aprender a ser só" (Marcos Valle e Paulo Sérgio Valle) e "Lunik 9" (Gilberto Gil).

- “Brejeiro” (1998) - Neste disco, o quarteto gravou clássicos da música popular brasileira.

- Canções Paulistas” (2000) - O disco foi baseado em pesquisa de Zuza Homem de Mello, e mapeou obras dos principais autores nascidos no Estado de São Paulo, em vários gêneros da música popular, homenageando nomes como Tito Madi, Bob Nelson, Carlinhos Vergueiro, Rita Lee, Guilherme Arantes, Toquinho, Paulinho Nogueira, Eduardo Gudin, Itamar Assumpção, Walter Franco e Paulo Vanzolini, dentre outros.

- “Copacabana” (2003) - O repertório foi selecionado por Zuza Homem de Mello. Constam no repertório deste disco canções da fase da música brasileira denominada de “pré-bossa-nova”, como "Copacabana" (João de Barro e Alberto Ribeiro), "Sábado em Copacabana" (Dorival Caymmi e Carlos Guinle), "Fim de caso" (Dolores Duran) e "Nesse mesmo lugar" (Klécius Caldas e Armando Cavalcanti).

- CD/DVD “Canções Paulistas ao vivo” (2007) - O show “Canções Paulistas”, originou o CD e DVD “Canções Paulistas ao vivo”, gravados no Teatro do Sesc Vila Mariana na semana de aniversário da cidade de São Paulo.